# Primovula roseomaculata
Primovula roseomaculata là một loài ốc biển, là động vật thân mềm chân bụng sống ở biển trong họ Ovulidae.
As is the case in most ovulids, in life, the mantle completely covers the shell almost khắp the time.